# Battaglioni del Congresso Nazionale
I Battaglioni del Congresso Nazionale (in maltese: Battaljuni tal-Kungress Nazzjonali), noti anche come Truppe di Campagna, furono dei corpi di milizia irregolare organizzate a Malta poco dopo la ribellione maltese contro il governo francese nel settembre del 1798. Esistettero per due anni per poi essere sciolti l'11 settembre 1800.
I battaglioni vennero indicati anche col nome di Esercito maltese o Insorgenti maltesi.

## Storia
Dal 1530, Malta era stata amministrata dai Cavalieri Ospitalieri. L'isola venne occupata da forze francesi nel giugno del 1798, quando Napoleone estromise l'Ordine nel corso della sua Campagna del Mediterraneo del 1798.
Il 2 settembre 1798, mentre i francesi stavano razziando dei beni da una chiesa di Rabat, i maltesi si ribellarono ed aprirono il fuoco su di loro. I francesi si ritirarono nella città fortificata di Mdina, ma il 3 settembre i ribelli riuscirono ad entrare in città attraverso una porta secondaria e le forze francesi si arresero. Gran parte delle città e dei villaggi caddero ben presto nelle mani dei ribelli nel giro di pochi giorni, ma i francesi mantennero le loro posizioni fortificate nell'area del gran porto e nella capitale di La Valletta oltre che in altri forti su Malta e su Gozo.
Il 4 settembre, i maltesi costituirono un'Assemblea Nazionale ed il suo primo obbiettivo fu quello di creare una forza armata per bloccare le rimanenti forze militari francesi. Tale forza, che divenne nota col nome di "Battaglioni del Congresso Nazionale" o "Truppe di Campagna", entrò in attività proprio in quei giorni e venne composta da diversi battaglioni minori, divisi per villaggio, che a loro volta traevano origine dalla milizia già in uso presso il Sovrano Militare Ordine di Malta prima dell'occupazione francese. Il notaio Emmanuele Vitale, che aveva diretto l'attacco a Mdina, venne nominato Comandante Generale dell'esercito. I primi battaglioni ad essere creati furono quelli di Birkirkara e Żebbuġ, guidati da Vincenzo Borg e da Francesco Saverio Caruana. Vitale, Borg e Caruana divennero quindi i tre principali leader dell'insurrezione.
I maltesi riconobbero la sovranità di re Ferdinando di Sicilia come loro sovrano, e si appellarono all'ammiraglio inglese Horatio Nelson per la loro protezione. Per il resto dell'assedio, i maltesi vennero aiutati da inglesi, siciliani e portoghesi. Nel 1799, lo zar Paolo I di Russia inviò un diplomatico presso gli insorgenti promettendo il suo supporto e la sua protezione.
Gli insorgenti maltesi ottennero una serie di successi nel corso dell'assedio, tra cui la cattura della Torre di San Tommaso e della Torre di Santa Giuliana. Gli insorti non cercarono però nemmeno di catturare le fortificazioni principali come quelle di La Valletta, di Linea Cottonera, Forte Manoel e Fort Tigné ben sapendo che si trovavano ad essere troppo forti per loro, ma riuscirono ad impedire ai francesi di riprendere possesso delle fortificazioni esterne al complesso. Durante l'assedio, i maltesi costruirono un gran numero di campi, batterie d'artiglieria, trincee e postazioni attorno all'area occupata dai francesi presso il porto. Le più importanti fortificazioni furono le Batterie di Corradino, la Batteria di Għargħar, la Batteria di Tal-Borg e la Batteria di Tas-Samra.
Al picco massimo della propria attività, l'esercito era composto di 10.000 unità, di cui 2505 erano uomini in armi.
I francesi capitolarono nelle mani degli inglesi il 4 settembre 1800. I battaglioni maltesi vennero sciolti dal commissario civile inglese Alexander Ball l'11 settembre di quello stesso anno.
Tra il 1800 ed il 1801, vennero emesse delle medaglie in oro ed argento per commemorare l'operazione del blocco navale e queste vennero concesse ai capi della rivolta ed ai membri che si fossero distinti a favore del governo maltese come membri dei Battaglioni del Congresso Nazionale.

## Struttura

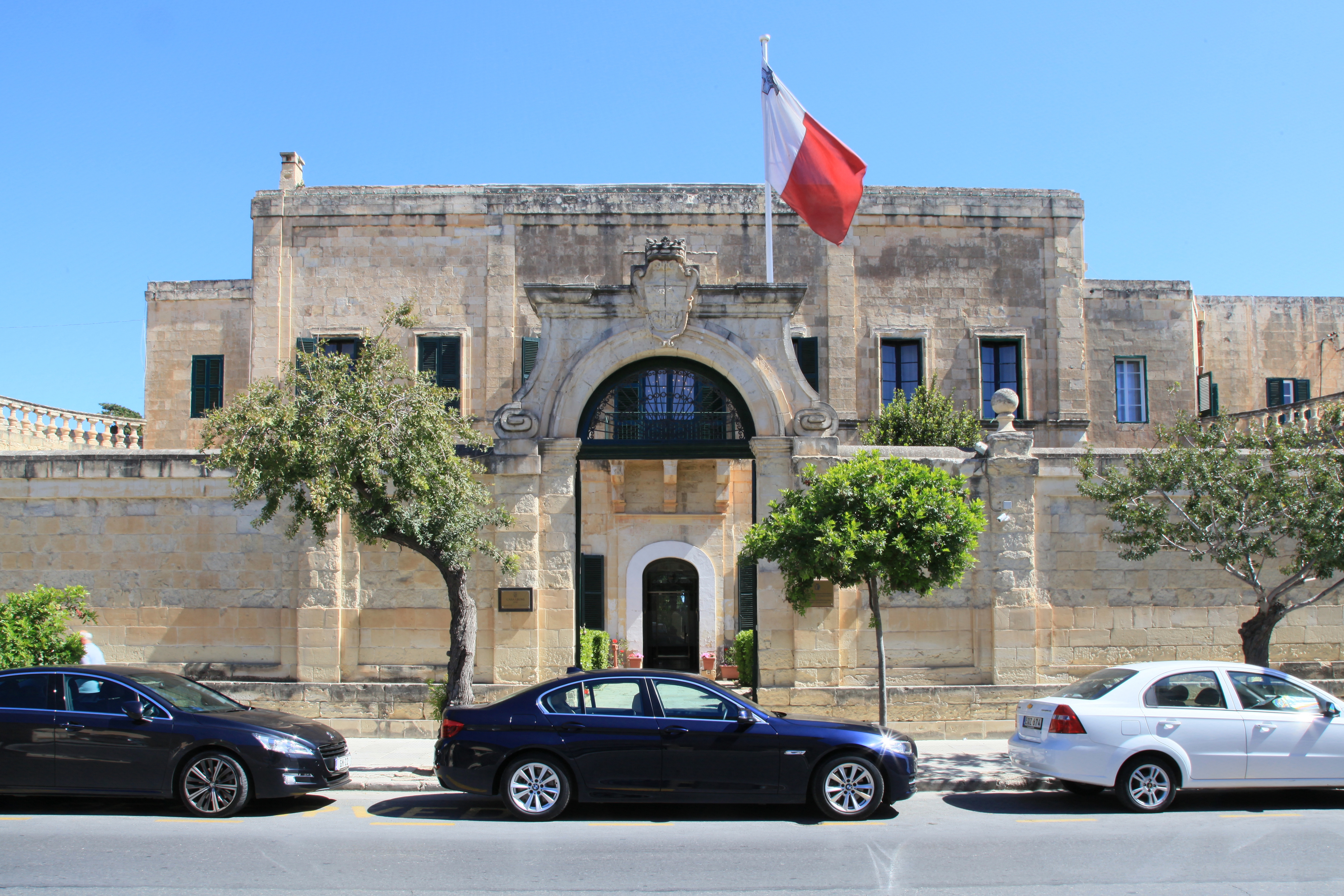
Casa Leoni, quartier generale degli insorti maltesi

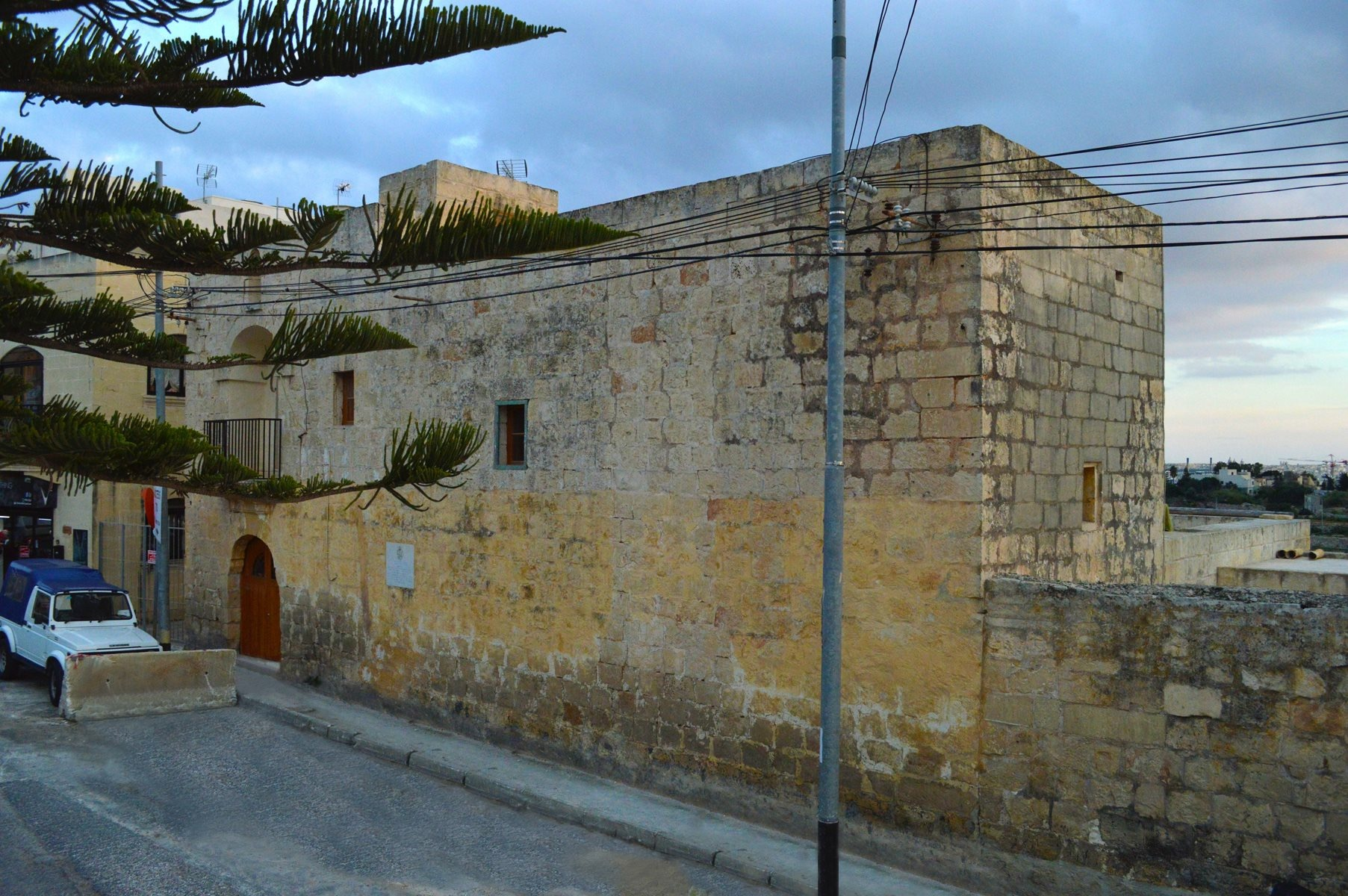
La fattoria Ta' Xindi, che servì come quartier generale di Vincenzo Borg.

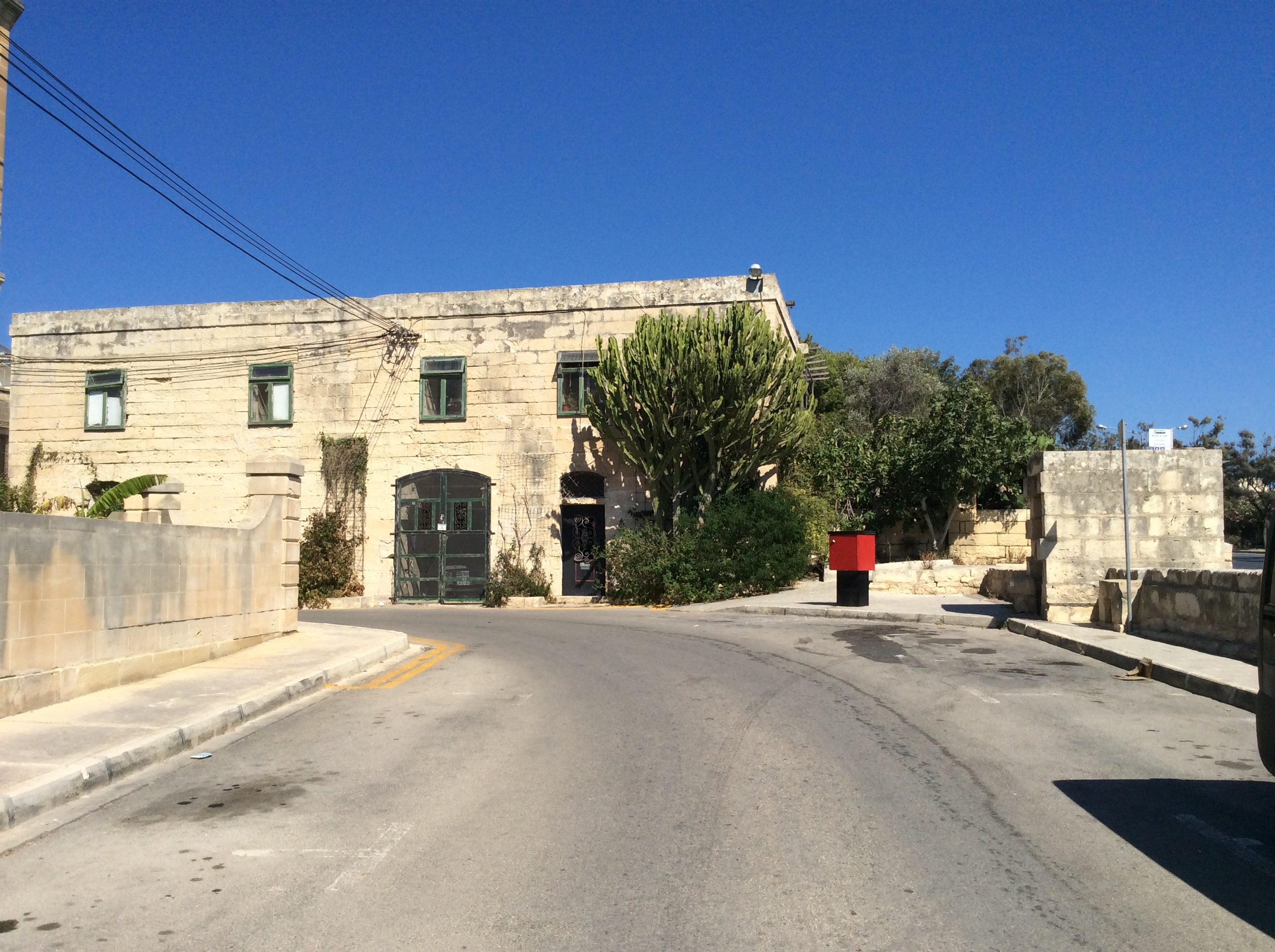
Mulino a vento utilizzato come punto di osservazione dai maltesi presso Birkirkara. La torre del mulino e le sue pale oggi non esistono più. Sulla destra si vede l'acquedotto Wignacourt.

L'esercito era composto dei seguenti battaglioni:
- Battaglione di Birkirkara
- Battaglione di Għaxaq
- Battaglione di Kirkop
- Battaglione di Mqabba
- Battaglione di Qormi
- Battaglione di Żabbar
- Battaglione di Żebbuġ
- Battaglione di Żejtun
- Battaglione di Żurrieq

Una compagnia di granatieri venne istituita e divenne responsabile della guardia di Casa Leoni a Santa Venera.
La maggior parte dei membri non aveva una propria uniforme, ma il battaglione di Birkirkara venne rifornito con uniformi in cotone realizzate in loco. Il comandante generale, il suo staff, i granatieri ed alcune unità di artiglieria avevano uniforme proprie.

## Armamento
Allo scoppio della rivolta, gli insorgenti avevano armi di scarsa qualità come fucili da caccia, moschetti catturati al nemico, alcune spade, pistole e picche. Tra il 19 ed il 24 settembre 1798, la marina portoghese e la Royal Navy rifornirono gli insorti di un gran numero di moschetti e cartucce.
I maltesi avevano a disposizione anche dei pezzi d'artiglieria recuperati dalle varie fortificazioni costiere Torre di Santa Maria e la Batteria di Mistra.